# لا گرینج (کارولینای شمالی)
لا گرینج (به انگلیسی: La Grange) شهری در ایالت کارولینای شمالی کشور ایالات متحده آمریکا است که جمعیت آن در سرشماری سال ۲۰۱۰ میلادی، ۲٬۸۷۳ نفر بوده‌است.